# Distylium buxifolium
Distylium buxifolium là một loài thực vật có hoa trong họ Hamamelidaceae. Loài này được (Hance) Merr. miêu tả khoa học đầu tiên năm 1936.